# Тайханшан
Тайханшан (на китайски: 太行山; на пинин: Tàiháng Shān) е планина в Източен Китай, в провинции Шанси и Хъбей. Дължината ѝ от север на юг е около 400 km, максималната ѝ височина е 2027 m. Източните ѝ склонове стръмно се спускат към Великата китайска равнина и са силно разчленени от долините на реките, а западните полегато се снижават към Льосовото плато. Изградена е предимно от докамбрийски гнайси и гранити и раннопалеозойски шисти и варовици. Тя се явява важна климатична преграда, препятстваща проникването на влажните мусони във вътрешността на страната. От нея води началото си река Уейхъ, вливаща се залива Бохайван на Жълто море и няколко нейни леви притока – Джанхъ, Дзинхъ (Хутохъ), Джулунхъ (Шахъ) и др. По източните ѝ склонове има остатъци от обширни в миналото широколистни гори. Разработват се находища на каменни въглища, графит и азбест.